# Identitats de Green
A matemàtiques, les  Identitats de Green  són un conjunt de desigualtats en càlcul vectorial. Anomenades així en honor del matemàtic George Green, el mateix que va descobrir el Teorema de Green.

## Primera Identitat de Green
Aquesta identitat es deriva del Teorema de la divergència aplicat a un camp vectorial {\displaystyle \mathbf {F} =\psi \nabla \varphi }.
Si {\displaystyle \phi } és una funció contínuament diferenciable de classe  C  2   i {\displaystyle \psi } és una altra funció contínuament diferenciable, però de classe  C  1   en una regió  U , aleshores:
{\displaystyle \int _{U}\psi \Delta \varphi \,dV=\oint _{\partial U}\psi \left(\nabla \varphi \cdot n\right)\,dS-\int _{U}\left(\nabla \varphi \cdot \nabla \psi \right)\,dV,}
on {\displaystyle \Delta =\nabla ^{2}} és l'operador Laplaciana.

## Segona Identitat de Green
Si {\displaystyle \phi } i {\displaystyle \psi } són funcions contínuament diferenciables de classe  C  2   les dues a  U , aleshores:
{\displaystyle \int _{U}\left(\psi \Delta \varphi -\varphi \Delta \psi \right)\,dV=\oint _{\partial U}\left(\psi {\frac {\partial \varphi }{\partial n}}-\varphi {\frac {\partial \psi }{\partial n}}\right)\,dS.}

## Tercera Identitat de Green
La tercera identitat de Green s'obté a partir de la segona particularitzant la funció {\displaystyle \phi (y)} a:
{\displaystyle \varphi (i)={\frac {1}{|\mathbf {x} -i|}}}
En aquest cas, el·laplacià d'{\displaystyle \phi (y)} és:
{\displaystyle \Delta \varphi (i)=-4\pi \delta \left(\mathbf {x} -i\right)}
La tercera identitat de Green diu que, si {\displaystyle \psi } és una funció contínuament diferenciable de classe  C  2   a  U , aleshores:
{\displaystyle \oint _{\partial U}\left[{\frac {1}{|\mathbf {x} -i|}}{\frac {\partial }{\partial n}}\psi (\mathbf {i} )-\psi (\mathbf {i} ){\frac {\partial }{\partial n_{\mathbf {i} }}}{\frac {1}{|\mathbf {x} -i|}}\right]\,dS_{\mathbf {i} }-\int _{U}\left[{\frac {1}{|\mathbf {x} -i|}}\Delta \psi (\mathbf {i} )\right]\,dV_{\mathbf {i} }=k.}
On:
{\displaystyle k=4\pi \psi (x)} si {\displaystyle x\in Int(U)},
{\displaystyle k=2\pi \psi (x)} si {\displaystyle x\in \partial U} i té un pla tangent a {\displaystyle x}
{\displaystyle k=0} a la resta de casos.